# 本久寺 (岡山県和気町)
本久寺（ほんきゅうじ）は、岡山県和気郡和気町佐伯にある日蓮宗の寺院。山号は太王山。旧本山は小湊誕生寺、生師法縁。
町内には長泉寺、妙應寺、實成寺などがある。

## 歴史
天正11年（1583年）宇喜多忠家が和気町米沢の廃寺密厳寺の堂宇を移し開基した。現在の本堂は天正9年（1581年）起工され天正11年（1583年）に完成した桃山建築である。慶安4年（1648年）大修理が行われたことが棟札から知られる。昭和34年（1959年）岡山県の文化財に指定され、平成19年（2007年）現在解体修理中である。

## 岡山県指定文化財
- 本堂　宇喜多忠家により天正9年（1581年）起工、天正11年（1583年）完成の桃山建築。慶安4年（1648年）大修理がなされた。
- 密巌寺石造九重層塔　元亨2年（1322年）建立。和気町米沢の密巌寺跡から大正2年（1913年）現在地へ移された。
- 密巌寺石造五重層塔　元亨4年（1324年）建立。密巌寺跡から天明4年（1784年）本久寺の日勧により現在地へ移された。

## 参考資料
- 日蓮宗寺院大鑑編集委員会『宗祖第七百遠忌記念出版 日蓮宗寺院大鑑』大本山池上本門寺 (1981年)
- 『太王山本久寺誌』阿古出版社（1983年）

## 関連資料
- 『おかやま乃四季 特別号』「石蓮寺跡と本久寺」中国時報社